# Neil Crone
Neil David Crone (Toronto, 29 de mayo de 1960) es un actor y escritor canadiense. Es conocido por interpretar a Fred Tupper en La mezquita de la pradera, Jerry Whitehall en Cube 2: Hypercube y las voces de Gordon, Diesel 10 y Splatter en Thomas and the Magic Railroad (2000) y repite a Gordon en el doblaje estadounidense en el reinicio, Thomas y sus amigos: Trenes a todo vapor (desde 2021).
Apareció en películas con papeles como el Oficial Strauss en New York Minute (2004), Chuck en Hollywoodland (2006), Keith en The Rainbow Kid (2015), Chief Borton en el remake de 2017 It (2017) y su secuela de 2019, y George en Through Black Spruce (2018).
Sus créditos televisivos incluyen a Bud Topper en la serie de televisión infantil Noddy (1999-2000) de PBS Kids, Ed Barnes en la comedia I Love Mummy (2002-2003), Ray Cooper en Really Me (2011-2013), el fiscal jefe de la Corona Gordon en Murdoch Mysteries (2013-2016), Ollie Jefferson en Wind at My Back (1996-2000) y Mr. Leopold en Endlings (2020-2021). 

## Temprana edad y educación
Crone nació el 29 de mayo de 1960 en Scarborough, Toronto. Asistió al Instituto Colegiado Sir John A. MacDonald y luego estudió artes de radio y televisión en el Instituto Politécnico Ryerson antes de obtener una licenciatura en educación de la Universidad de Toronto. Enseñó inglés y teatro durante tres años en la escuela secundaria King City antes de lanzar su carrera como actor. Conseguiría un papel en The Second City Touring Company de Toronto antes de pasar a su escenario principal.

## Carrera
Crone hizo las voces de Gordon the Big Engine, Diesel 10 y Splatter de la película Thomas and the Magic Railroad. Proporcionó la voz de Phillip the Concierge en el episodio "Sour Grapes" de My Secret Identity. También ha protagonizado I Love Mummy, The Red Green Show, la serie de CTV Power Play y American Psycho 2. También es conocido por ser panelista en el programa de juegos The Next Line con sede en Vancouver y fue el presentador de un programa de juegos para niños llamado Wild Guess.
Crone interpretó al locutor de radio Fred Tupper en la serie de comedia de situación de CBC Television La mezquita de la pradera. También prestó su voz a Robert en la serie animada Iggy Arbuckle, al reverendo McRee en Bob y a Doug y Dwayne en Total Drama Presents: The Ridonculous Race. Crone ha aparecido en programas internacionales y sindicados como Get Focused Radio con Kate Hennessy.
Crone también interpretó papeles de acción real como el padre de Maddy, Ray, en Really Me y un policía en una protesta en Hairspray.
También escribe artículos regularmente para el periódico This Week de la región de Durham.
En 2021, Crone repitió su papel de Gordon the Big Engine en Thomas y sus amigos: Trenes a todo vapor, un reinicio de la serie original de Thomas y sus amigos.

## Vida personal
Neil vive con su prometida Kathryn Kelly en Port Perry.

## Filmografía

### Cine
| Año  | Título                                                  | Papel                                              | Notas                                                    |
| ---- | ------------------------------------------------------- | -------------------------------------------------- | -------------------------------------------------------- |
| 1991 | The Homework Bureau                                     | Chuck Spence                                       | Cortometraje                                             |
| 1994 | The Killing Machine                                     | Enfermera principal                                |                                                          |
| 1998 | Cousins                                                 | Stan                                               | Directo a video                                          |
| 1999 | Pushing Tin                                             | Tom                                                |                                                          |
| 2000 | Bruiser                                                 | Jefe                                               |                                                          |
| 2000 | Thomas and the Magic Railroad                           | Gordon the Big Engine, Diesel 10, Splatter (voces) | Voz reemplazo de Keith Scott y Patrick Breen.            |
| 2000 | Thomas and the Magic Railroad                           | Tumbleweed                                         | Sin acreditar                                            |
| 2000 | Thomas and the Magic Railroad                           | Troublesome Trucks                                 | Voz original con Kevin Frank; también consultor creativo |
| 2000 | Bait                                                    | Supervisor                                         |                                                          |
| 2000 | Left Behind: The Movie                                  | Ken Ritz                                           | Directo a video                                          |
| 2002 | American Psycho 2                                       | Harvey                                             | Directo a video                                          |
| 2002 | Rolie Polie Olie: The Great Defender of Fun             | Dr. Geary (video)                                  | Directo a video                                          |
| 2002 | Cube 2: Hypercube                                       | Jerry Whitehall                                    |                                                          |
| 2003 | The Recruit                                             | Instructor de granja #3                            |                                                          |
| 2003 | Rhinoceros Eyes                                         | Guardia de seguridad                               |                                                          |
| 2003 | Love, Sex and Eating the Bones                          | Anthony Mingelli                                   |                                                          |
| 2003 | Eloise at Christmastime                                 | Agent Kringle                                      |                                                          |
| 2004 | Contra las cuerdas                                      | Comentarista de HBO                                |                                                          |
| 2004 | New York Minute                                         | Oficial Strauss                                    |                                                          |
| 2004 | Care Bears: Journey to Joke-a-lot                       | Bidel (voz)                                        |                                                          |
| 2005 | Re-Entering the Nightmare                               | Jerry Whitehall                                    | Cortometraje, directo a video, material de archivo       |
| 2006 | Hollywoodland                                           | Chuck                                              |                                                          |
| 2006 | Homie Spumoni                                           | Policía irlandés                                   |                                                          |
| 2007 | Leader of the Track                                     |                                                    |                                                          |
| 2007 | Hairspray                                               | Policía en protesta                                |                                                          |
| 2008 | Eating Buccaneers                                       | Piloto                                             |                                                          |
| 2011 | Down the Road Again                                     | Jimmy                                              |                                                          |
| 2014 | Pushers                                                 | Maestro                                            | Cortometraje                                             |
| 2014 | A Very Larry Christmas                                  | Santa                                              |                                                          |
| 2015 | The Rainbow Kid                                         | Keith                                              |                                                          |
| 2017 | Bon Cop, Bad Cop 2                                      | Jefe de policía de Middle Brook                    |                                                          |
| 2017 | It                                                      | Jefe Borton                                        |                                                          |
| 2017 | Christmas Inheritance                                   | Jim Langford                                       |                                                          |
| 2018 | Through Black Spruce                                    | George                                             |                                                          |
| 2018 | Ode to Rita                                             | Lloyd                                              | Cortometraje                                             |
| 2019 | It Capítulo Dos                                         | Jefe Borton                                        |                                                          |
| 2019 | An Assortment of Christmas Tales in No Particular Order | Lloyd                                              |                                                          |
| 2021 | PAW Patrol: The Movie                                   | Tony (voz)                                         |                                                          |
| 2021 | Thomas and Friends: Race For the Sodor Cup              | Gordon the Big Engine (voz)                        | Doblaje estadounidense                                   |
| 2022 | Thomas & Friends: The Mystery of Lookout Mountain       | Gordon the Big Engine (voz)                        | Doblaje en inglés (sin acreditar)                        |
| 2022 | Tehranto                                                | Dr. Urowitz                                        |                                                          |
| 2022 | Hotel for the Holidays                                  | Milton                                             |                                                          |
| 2023 | World's Best                                            | Comentarista deportivo                             | Cameo                                                    |
| 2023 | PAW Patrol: The Mighty Movie                            | Tony (voz)                                         |                                                          |

### Televisión
| Año           | Título                                             | Papel                                                               | Notas                                                                   |
| ------------- | -------------------------------------------------- | ------------------------------------------------------------------- | ----------------------------------------------------------------------- |
| 1990          | My Secret Identity                                 | Phillipe el conserje                                                | Episodio: "Sour Grapes"                                                 |
| 1991          | Hammerman                                          | Voces adicionales                                                   |                                                                         |
| 1991          | The Red Green Show                                 | 'Doc' Render                                                        | 4 episodios                                                             |
| 1992          | Los súper acróbatas                                | Needham, Whiz Vid (voces)                                           | 11 episodios                                                            |
| 1994          | Free Willy                                         | Mr. Naugle (voz)                                                    | 11 episodios                                                            |
| 1994          | RoboCop: The Series                                | Coroner / Schmidt                                                   | 3 episodios                                                             |
| 1995          | Cagney & Lacey: The View Through the Glass Ceiling | Son                                                                 | Película de televisión                                                  |
| 1995          | The Magic School Bus                               | Mr. Flack (voz)                                                     | Episodio: "Out of This World"                                           |
| 1995–96       | The NeverEnding Story                              | Voces adicionales                                                   | 26 episodios                                                            |
| 1995–97       | Mr. Men and Little Miss                            | Mr. Bump / Mr. Jelly / Mr. Messy / Mr. Rush / Mr. Nosey / Mr. Small | Voces estadounidenses, 4 episodios                                      |
| 1995–98       | The New Adventures of Sherlock Holmes              | Wesley (voz)                                                        | 78 episodios                                                            |
| 1996          | The Abduction                                      | Mr. Williams                                                        | Película de televisión                                                  |
| 1996–2000     | Wind at My Back                                    | Ollie Jefferson                                                     | 21 episodios                                                            |
| 1997–2000     | Freaky Stories                                     | Narrador (voz)                                                      | 3 episodios                                                             |
| 1997–1999     | Monster Hunters                                    | Paul Crawford (voz)                                                 | 52 episodios                                                            |
| 1997          | Dead Silence                                       | Airport Security Officer                                            | Película de televisión                                                  |
| 1997          | Once a Thief: Brother Against Brother              | The King                                                            | Película de televisión                                                  |
| 1997          | Franklin                                           | Mr. Badger (voz)                                                    | Episodios desconocidos                                                  |
| 1997          | The Adventures of Sam & Max: Freelance Police      | Voces adicionales                                                   | Episodio: "We Drop at Dawn"                                             |
| 1997          | Goosebumps                                         | Blek / Host / Artista de maquillaje                                 | Episodio: "One Day at Horrorland"                                       |
| 1998          | Goosebumps                                         | Mr. Chesney                                                         | Episodio: "The Ghost Next Door"                                         |
| 1998          | Dumb Bunnies                                       | Político / Snow Bunny / Asistente de Mr. Big, Meteorólogo (voces)   | 4 episodios                                                             |
| 1998          | Mi cita con la hija del presidente                 | Agente Kelly                                                        | Película de televisión                                                  |
| 1998          | Nothing Too Good for a Cowboy                      | Bartender                                                           |                                                                         |
| 1998          | Once a Thief                                       | The King                                                            | Episodio: "Family Reunion"                                              |
| 1998          | Eerie, Indiana: The Other Dimension                | Mr. Crawford                                                        | 15 episodios                                                            |
| 1998–2000     | Power Play                                         | Harry Strand                                                        | 22 episodios                                                            |
| 1999          | Coming Unglued                                     | Cop                                                                 | Película de televisión                                                  |
| 1999–2000     | Noddy                                              | Bud Topper                                                          | Temporada 2, 26 episodios                                               |
| 1999–2000     | Blaster's Universe                                 | Voces adicionales                                                   | 13 episodios                                                            |
| 2000          | PSI Factor: Chronicles of the Paranormal           | Hank Kemper                                                         | Episodio: "Force Majeure"                                               |
| 2000          | Babar                                              | Voces adicionales                                                   | 13 episodios                                                            |
| 2000          | The Pooch and the Pauper                           | Jim Corbett                                                         | Película de televisión                                                  |
| 2000          | Mail to the Chief                                  | Gallagher                                                           | Película de televisión                                                  |
| 2001          | Kiss My Act                                        | Joke Exchange M.C.                                                  | Película de televisión                                                  |
| 2001          | The Wandering Soul Murders                         | Jerry                                                               | Película de televisión                                                  |
| 2001          | Murder Among Friends                               | Melvin Jarvis                                                       | Película de televisión                                                  |
| 2001          | The Day Reagan Was Shot                            | Lyn Nofziger                                                        | Película de televisión                                                  |
| 2001          | Screech Owls                                       | Muck 2 Sessions                                                     | 26 episodios                                                            |
| 2001          | Blue Murder                                        | Jerry Kish                                                          | Episodio: "Baby Point"                                                  |
| 2001          | The Pretender: Island of the Haunted               | Alley Sports Bar Owner                                              | Película de televisión                                                  |
| 2001          | Hippo Tub Co.                                      | Norton / Mayor Drip (voces)                                         | 3 episodios                                                             |
| 2001          | The Zack Files                                     | Marlon                                                              | Episodio: "Captain Sonic"                                               |
| 2001–03       | Pecola                                             | Dr. Chu                                                             | 15 episodios, voces en inglés                                           |
| 2002          | The Associates                                     | Ralph Fort                                                          | Episodio: "Winner Take All"                                             |
| 2002          | Tracker                                            | Chuck / Sedra                                                       | Episodio: "Love, Cirronian Style"                                       |
| 2002          | Puppets Who Kill                                   | Councillor Trump                                                    | Episodio: "Buttons, the City Councillor and the City Councillor's Wife" |
| 2002          | Rescue Heroes                                      | Bickering Neighbor #1 (voz)                                         | Episodio: "Fiery Differences"                                           |
| 2002          | Widows                                             | Eddie                                                               | Episodio: "Hour One", miniserie de televisión                           |
| 2002          | Monk                                               | Terry T                                                             | Episodio: "Mr. Monk and the Red-Headed Stranger"                        |
| 2002          | Sue Thomas, el ojo del FBI                         | Hombre patrullero                                                   | Episodio: "Pilot"                                                       |
| 2002          | Verdict in Blood                                   | Coroner                                                             | Película de televisión                                                  |
| 2002          | Our America                                        | Paxton Wade                                                         | Película de televisión                                                  |
| 2002          | Master Spy: The Robert Hanssen Story               | Gran hombre del FBI                                                 | Película de televisión                                                  |
| 2002          | The Red Sneakers                                   | Coach Blake                                                         | Película de televisión                                                  |
| 2002          | Moville Mysteries                                  | Mr. Caliente (voz)                                                  | Episodio: "The Day Rico Became Smart"                                   |
| 2002, 2003    | RoboRoach                                          | RoboReg / Sluggies / Ivan (voces)                                   | 2 episodios                                                             |
| 2002–03       | I Love Mummy                                       | Ed Barnes                                                           | 26 episodios                                                            |
| 2002–07       | American Bikers                                    | Theo Pickles (voz)                                                  | Recurrente                                                              |
| 2003          | Doc                                                | Dr. Englstad                                                        | 2 episodios                                                             |
| 2003          | Odd-Job Jack                                       | Dr. Murphy / Tooth Fairy (voces)                                    | Episodio: "Fatal Extraction"                                            |
| 2003          | Mickeypalooza                                      | Él mismo                                                            | Especial de televisión                                                  |
| 2003          | Street Time                                        | Congressman Reemer                                                  | Episodio: "Cop Killer"                                                  |
| 2003          | Jasper, Texas                                      | Principal                                                           | Película de televisión                                                  |
| 2004          | Judgment Call                                      | Frank                                                               | Película de televisión                                                  |
| 2004          | Bury the Lead                                      | Frank Bonero                                                        | Episodio: "Cowboy"                                                      |
| 2004–10       | Los pies mágicos de Franny                         | Voces adicionales                                                   | 6 episodios                                                             |
| 2005          | True Crimes: The First 72 Hours                    | Detective Reid                                                      | Episodio: "Murder on Campus"                                            |
| 2005          | Slam Dunk                                          | Dr. T (voz)                                                         | Versión en inglés                                                       |
| 2005–08       | Miss BG                                            | Dad (voz)                                                           | 52 episodios                                                            |
| 2006          | At the Hotel                                       | Deacon                                                              | 3 episodios                                                             |
| 2006          | Solar Attack                                       | Security Guard                                                      | Película de televisión                                                  |
| 2006          | The Path to 9/11                                   | Dorsey                                                              | Película de televisión                                                  |
| 2006          | George Canyon's Christmas                          | Guardian Angel                                                      | Película de televisión                                                  |
| 2006–07       | Erky Perky                                         | Perky (voz)                                                         | 24 episodios                                                            |
| 2007          | The Future Is Wild                                 | Zuma (voz)                                                          | Episodio: "A Poggie's Not a Pet... Yet"                                 |
| 2007          | Storm Hawks                                        | Voces adicionales                                                   | Temporada 1                                                             |
| 2007          | Iggy Arbuckle                                      | Robert 2007 (voz)                                                   | Episodio: "Iggy vs. the Volcano/A Dip in the Pole"                      |
| 2007          | Stir of Echoes: The Homecoming                     | Gary                                                                | Película de televisión                                                  |
| 2007          | True Crimes: The First 72 Hours                    | Detective Alan Comeau                                               | 2 Episodios: "Predator" and "Lust" Documentary series                   |
| 2007–12       | La mezquita de la pradera                          | Fred Tupper                                                         | Protagonista, 90 episodios                                              |
| 2008          | The Summit                                         | General Stevens                                                     | 2 episodios                                                             |
| 2008          | Gotta Catch Santa Claus                            | Kiosk Santa / Snowman (voces)                                       | Película de televisión                                                  |
| 2009          | Warehouse 13                                       | Mr. Ives                                                            | Episodio: "Nevermore"                                                   |
| 2009–10       | Pearlie                                            | Voces adicionales                                                   | 4 episodios                                                             |
| 2010          | Super Why!                                         | Voces adicionales                                                   | Episodio: "King Midas"                                                  |
| 2010          | Regla de la mayoría                                | Emcee                                                               | Episodio: "Becky for a Day"                                             |
| 2010          | The Dating Guy                                     | Greg (voz)                                                          | Episodio: "Brother from Another Tanning Booth"                          |
| 2011          | King                                               | Hank Oclum                                                          | Episodio: "Eleni Demaris"                                               |
| 2011          | Las aventuras de Chuck y sus amigos                | Entrenador (voz)                                                    | Episodio: "Chuck Atomic/Chuck's Big Break"                              |
| 2011          | Reel Love                                          | Tom Meyer                                                           | Película de televisión                                                  |
| 2011          | Wingin' It                                         | Mr. Cakebread                                                       | Episodio: "Lucy in the Sky with Carl"                                   |
| 2011–13       | Really Me                                          | Ray Cooper                                                          | 26 episodios                                                            |
| 2012          | Saving Hope                                        | Anthony                                                             | Episodio: "The Fight"                                                   |
| 2012          | XIII: The Series                                   | Joe Wolf                                                            | Episodio: "Punchout"                                                    |
| 2013          | Rookie Blue                                        | Wilson Burr                                                         | Episodio: "Surprises"                                                   |
| 2013          | Republic of Doyle                                  | Clark Cooper                                                        | Episodio: "Firecracker"                                                 |
| 2013–14       | Ella the Elephant                                  | Captain Gray / Captain Kelp (voces)                                 | 26 episodios                                                            |
| 2013–16       | Murdoch Mysteries                                  | Chief Crown Attorney Gordon                                         | 3 episodios                                                             |
| 2014          | The Adventures of Napkin Man!                      | Monsieur Boulanger (voz)                                            | Episodio: "Hurry Up and Wait"                                           |
| 2014          | Dear Viola                                         | Earl Bellamy                                                        | Película de televisión                                                  |
| 2014          | Midnight Masquerade                                | Sam                                                                 | Película de televisión                                                  |
| 2014          | One Starry Christmas                               | Ken Jensen                                                          | Película de televisión                                                  |
| 2014          | The Stanley Dynamic                                | Officer Ben                                                         | Episodio: "The Stanley Crime"                                           |
| 2014          | The Strain                                         | Dr. Box                                                             | Episodio: "Gone Smooth"                                                 |
| 2014          | Odd Squad                                          | Santa                                                               | Episodio: "Reindeer Games"                                              |
| 2015          | Remedy                                             | Clay Parr                                                           | Episodio: "Our Friend, Chaos"                                           |
| 2015          | The Secret Life of Marilyn Monroe                  | Ben Lyon                                                            | 2 episodios, miniserie de televisión                                    |
| 2015          | Odd Squad                                          | Frustrated Man                                                      | Episodio: "Puppet Show/Mystic Egg Pizza"                                |
| 2015          | Drama Total presenta: Carrera alucinante           | Dwayne (voz)                                                        | 17 episodios                                                            |
| 2016          | Terrific Trucks Save Christmas                     | Nick                                                                | Película de televisión                                                  |
| 2016          | The Girlfriend Experience                          | James Reade                                                         | Episodio: "Home"                                                        |
| 2016          | Rogue                                              | Earl Emmerson                                                       | Episodio: "A Piece of Wood"                                             |
| 2016–17       | Luna Petunia                                       | Ashton                                                              | 26 episodios                                                            |
| 2017          | Love on Ice                                        | Dave Shelton                                                        | Película de televisión                                                  |
| 2017          | The Great Northern Candy Drop                      | Bruce                                                               | Película de televisión                                                  |
| 2017          | Good Witch                                         | Mr. Borba                                                           | Episodio: "Without Magic for a Spell"                                   |
| 2017          | Mysticons                                          | Malachite Goldenbraid                                               | Episodio: "Heart of Gold"                                               |
| 2017–18       | Kody Kapow                                         | Mogo (voz)                                                          | Protagonista                                                            |
| 2018          | Carter                                             | Derwyn                                                              | Episodio: "Happy Campers"                                               |
| 2019          | Northern Rescue                                    | Alcalde Johnson                                                     | 2 episodios: "Making Lemonade" y "D-U-A-L-I-T-Y"                        |
| 2019; 2021    | When Hope Calls                                    | Ronnie Stewart                                                      | recurring role season 1; main role season 2 (12 episodios)              |
| 2019          | Hotel Transylvania                                 | Voces adicionales                                                   | Episodio: "A Year without Creepmas"                                     |
| 2019          | The Ninth                                          | Benjamin 'The Berg' Berger                                          | Protagonista                                                            |
| 2019–2020     | Corn & Peg                                         | Mayor Montagu (voz)                                                 | Protagonista                                                            |
| 2020–presente | Endlings                                           | Mr. Leopold                                                         | Personaje regular                                                       |
| 2020          | Nurses                                             | Sal                                                                 | Episodio: "What Size Are Your Feet?"                                    |
| 2021–presente | Thomas y sus amigos: Trenes a todo vapor           | Gordon the Big Engine (voz)                                         | Papel recurrente, doblaje estadounidense                                |
| 2021–presente | Big Blue                                           | Captain No Beard/Spoony (voces)                                     |                                                                         |
| 2022          | Ghosts                                             | Benjamin Franklin                                                   | Episodios: "The Liquor License" y "The Christmas Spirit, Part 2"        |
| 2023          | Essex County                                       | Dr. Byrne                                                           | Miniserie de televisión                                                 |